# Farol de Alfanzina
O Farol de Alfanzina é um farol português. Foi construído num promontório rochoso no lugar de Alfanzina, Praia do Carvoeiro, sobre o Oceano Atlântico, no Município de Lagoa, conhecido à data da sua implantação, em 1920, como Cabo Carvoeiro do Algarve.
Trata-se de uma torre branca, quadrangular, em alvenaria, com edifício anexo, encimada por uma lanterna cilíndrica vermelha.

## História

### Cronologia
- Em 1913 iniciam-se as primeiras considerações técnicas sobre o farol de Alfanzina e a escolha do local para a sua construção.
- Em 1920 entra em operação o novo farol de Alfanzina,[3] no Cabo Carvoeiro.
- No ano de 1952 alargam-se as instalações, construindo uma casa de habitação para um faroleiro.
- Em 1961 constrói-se a estrada de acesso ao farol de Alfanzina.
- A 14 de Julho de 1980 o farol fica ligado à rede de energia geral (EDP).[4]

## Informações
- Uso actual: Ajuda activa à navegação
- Aberto ao público: Todas as quartas-feiras das 14H00 às 17H00[5]